# إشارة ضوئية

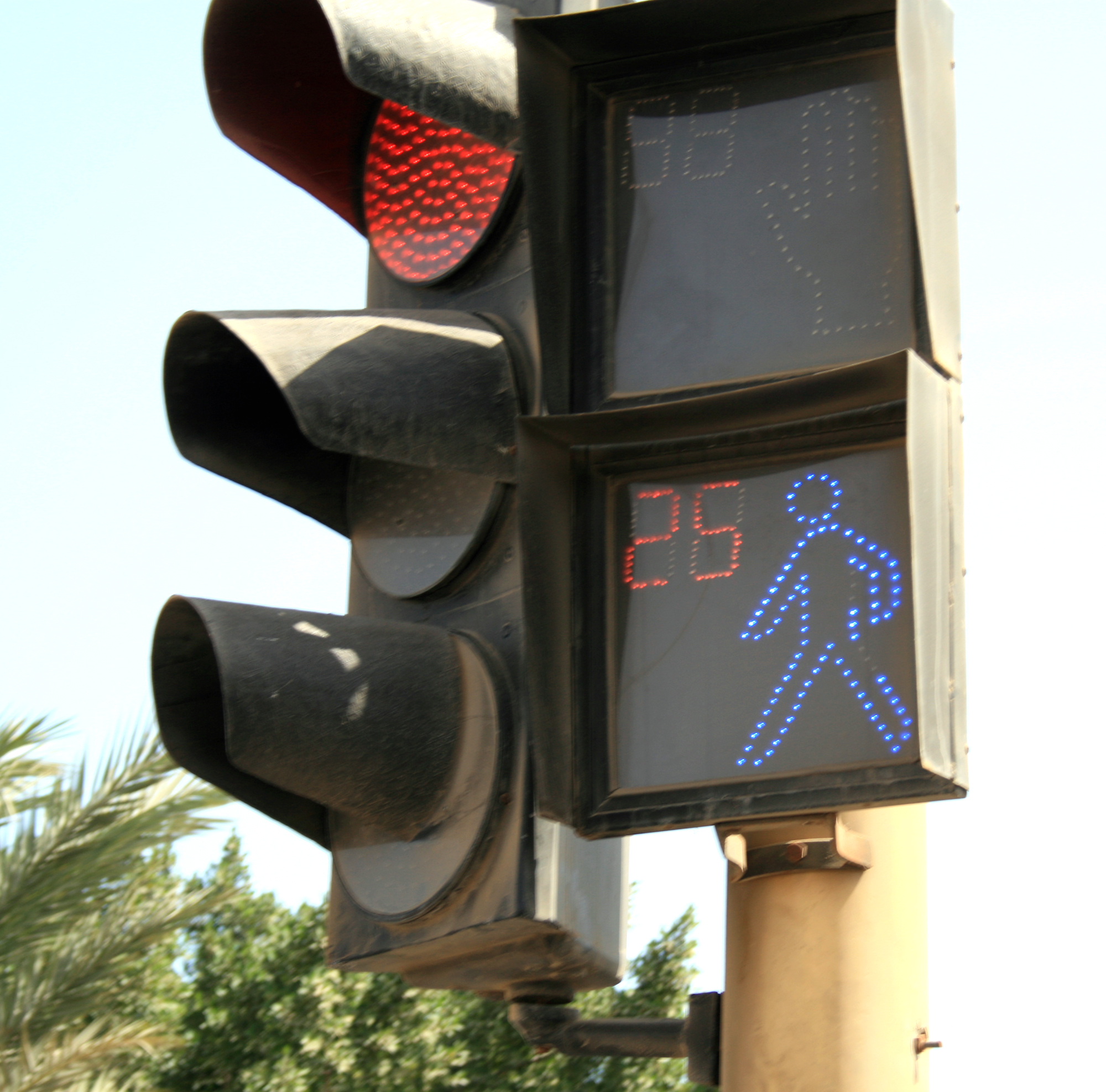
إشارة تسمح بعبور المشاة في الغردقة

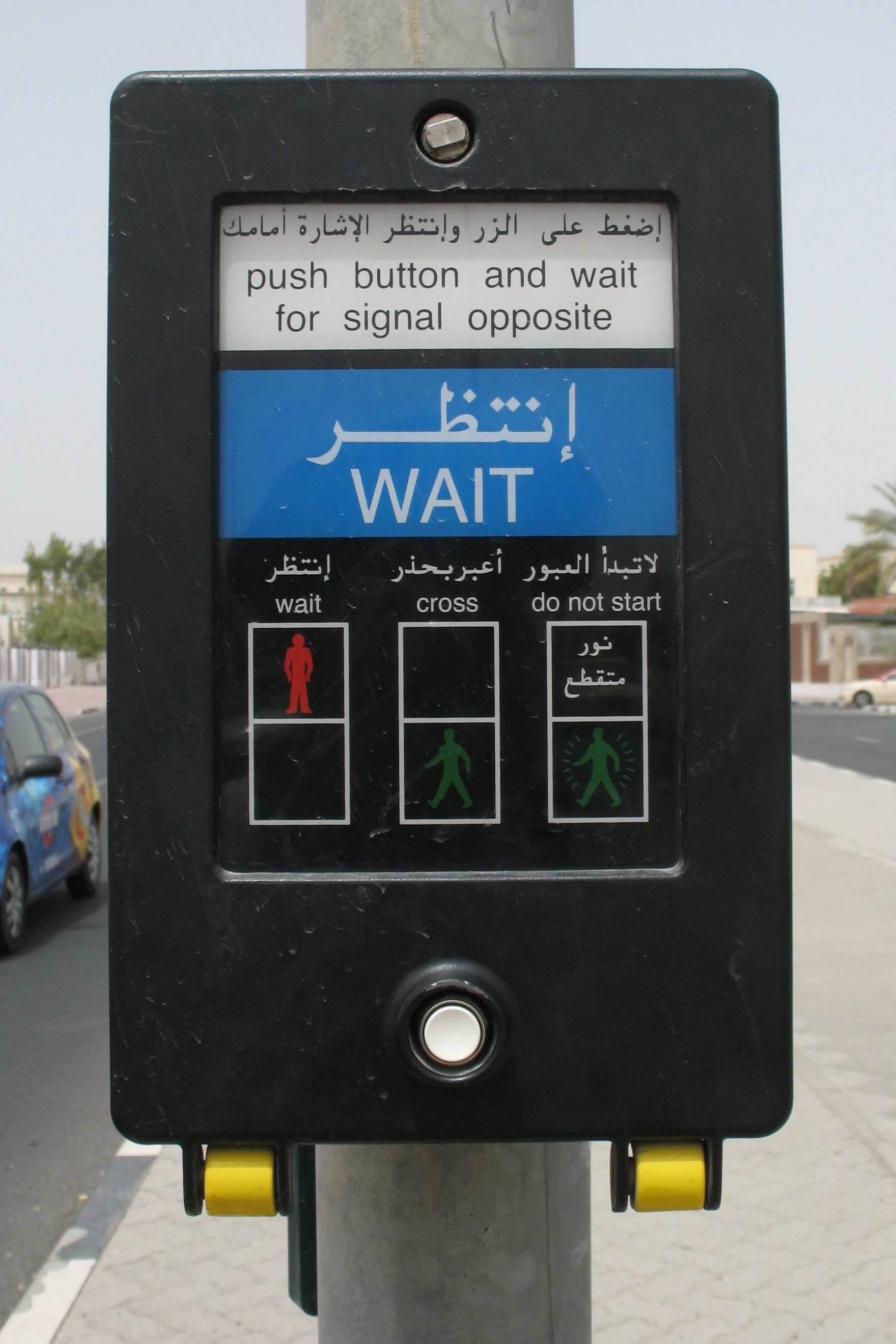
صندوق صغير به زر يُضغط لتغيير الإشارة المرورية كي تسمح بعبور المشاة. من شارع الوصل في دبي.

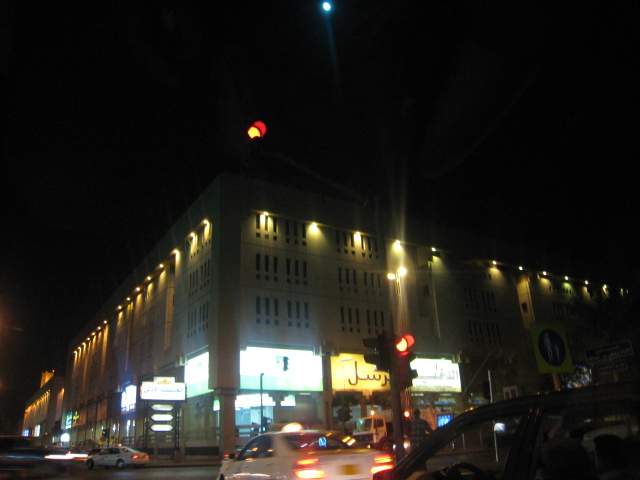
إشارة مرورية في الرياض

إشارة المرور الضوئية هي أجهزة إشارة توضع في تقاطعات الطرق أو أماكن عبور المشاة لتنظيم حركة السير وللسيطرة على تدفق حركة المرور بشكل آمن باستخدام أضواء ملونة تبعاً لنظام متفق عليه عالمياً. توجد الإشارة الضوئية في مدن كثيرة في العالم. تضيء جميع الإشارات الضوئية بلونين رئيسيين، الضوء الأحمر ويعني التوقف والأخضر ويعني السماح بالعبور. غالباً ما يمزج اللون الأحمر بالبرتقالي والأخضر بالأزرق لتسهيل تمييزها من المصابين بعمى الألوان الذين لا يستطيعون التفريق بين اللونين الأحمر والأخضر. في الصين كانت هناك محاولات فاشلة لتغيير معنى اللون الأحمر إلى السماح بدل من التوقف في أثناء الثورة الثقافية.

## التاريخ
ركبت أول إشارة ضوئية بتاريخ 10 ديسمبر 1868، خارج البرلمان البريطاني بلندن. كانت هذه الإشارة من تصميم مهندس السكك الحديدية «جون بيك نايت» (بالإنجليزية: John Peake Knight) لذا كانت هذه الإشارة شديدة الشبه بالإشارات الضوئية الخاصة بالسكك الحديدية في ذلك الوقت حتى أنها كانت تحوي ذراعين متحركين أحدهما باللون الأحمر والآخر باللون الأخضر كانت تستخدم للتحكم بالحركة في أثناء النهار، بالإضافة إلى الأنوار الغازية التي كانت تستخدم في أثناء الليل. لم تكن هذه الإشارة تعمل بشكل آلي إنما كان يتحكم بها شرطي مرور يقف بجانبها طوال الوقت.
انفجرت هذه الإشارة بعد سنتين من تركيبها -بالتحديد في 2 يناير من العام 1869 م- وتسببت في إصابة -وفي بعض المصادر قتل - شرطي المرور الذي كان يقف بجانبها.
إشارة المرور بشكلها المقارب للشكل الحالي -بالأنوار الكهربائية وبدون الأذرع-، بدأت في أمريكا في ولاية يوتا Utah في العام 1912. في العام 1914 أضافت الشركة الأمريكية للإشارات الضوئية منبها صوتيا لإشارة المرور للتنبيه بالتغير في لون الإشارة  وفي العام 1920 استبدل أحد رجال الشرطة المنبه الصوتي الصوتي بنور ثالث 
أول تحكم آلي بالإشارات بدأ في العام مارس من العام 1922 بولاية تكساس الأمريكية، وكانت مدينة تورنتو الأمريكية أول مدينة تتحكم بجميع الإشارات الضوئية فيها بشكل آلي. ولكن هذا لم يتم سوى في العام 1963.
بدأ عرض عداد الثواني في الإشارات الضوئية في التسعينات من القرن الميلادي الماضي، ليسمح لقائد السيارة بتحديد إمكانية قدرته على عبور الشارع قبل أن تتحول الإشارة للون الأحمر، ولكن هذه الفكرة لم تلق انتشارًا كبيرًا.

## المعايير العالمية
تنص المعايير العالمية على أن يكون اللون الأحمر في أعلى الإشارة، بعده اللون البرتقالي ثم اللون الأخضر في الأسفل. أما إذا ركبت الإشارة الضوئية بشكل عرضي فإن ترتيب الألوان يختلف بحسب قاعدة المرور فتكون الإضاءة الحمراء على اليسار للدول التي تسمح بالمرور في اليمين، ويكون في اليمين في الدول التي تسمح بالمرور في اليسار.

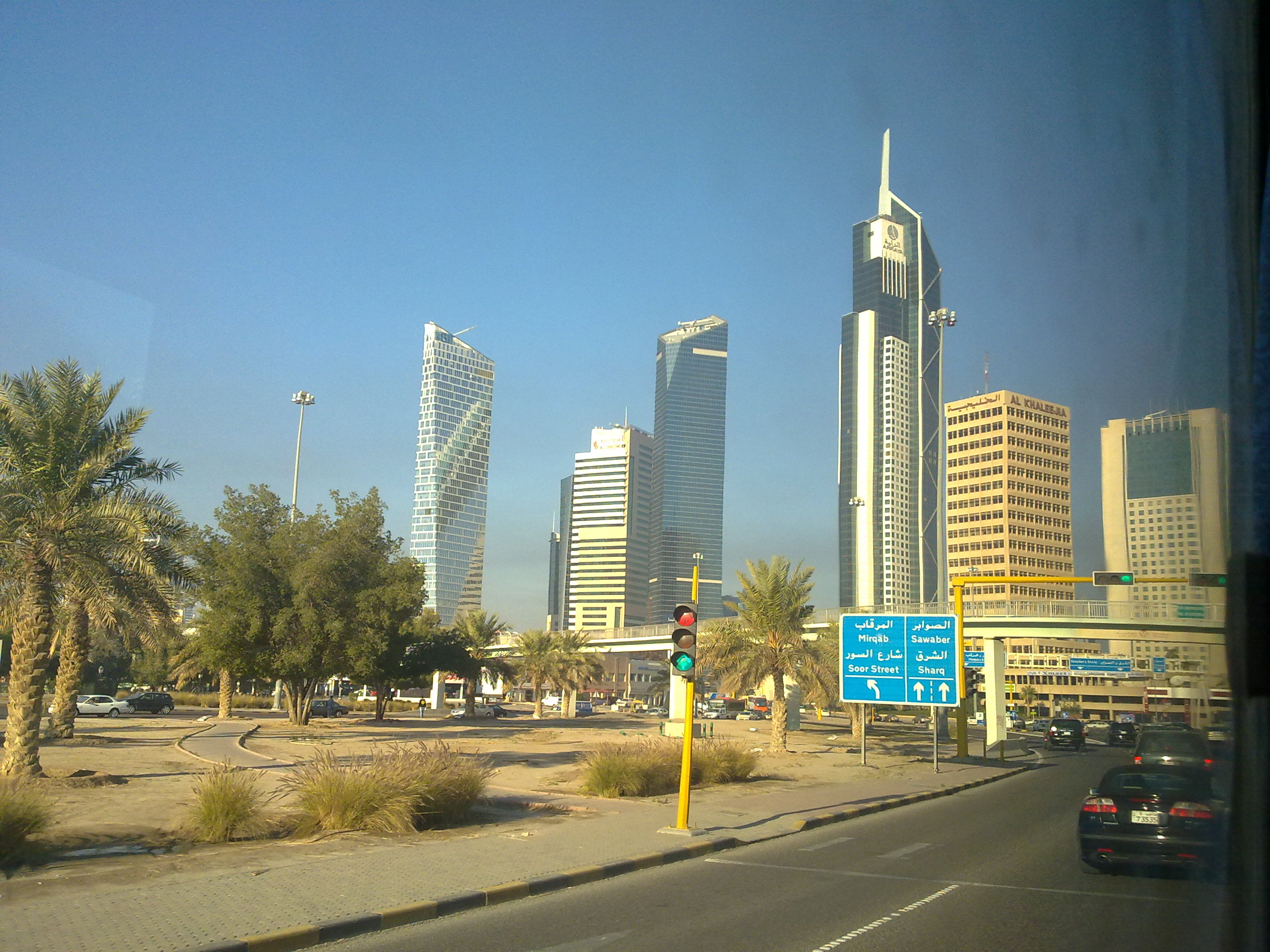
إشارة مرورية في الكويت

## قوانين الانعطاف
في العادة فإن الدول التي تكون القيادة فيها على الجانب الأيمن من الطريق تسمح بالانعطاف يمينًا حتى عندما تضيء الإشارة الحمراء، والعكس صحيح بالنسبة للدول التي تكون القيادة فيها على الجانب الأيسر من الطريق؛ إلا أنه في بعض الدول يكون الانعطاف ممنوعًا دائمًا إلا في بعض الطرق يسمح فيها بالانعطاف. في معظم البلدان تتبع الدراجات النارية القوانين التي تتبعها السيارات بالنسبة للإشارات الضوئية إلا أن بعض بلدان العام كتايوان قد حددت قوانين خاصة بالدراجات النارية خصوصًا لناحية الانعطاف، بسبب صغر حجم الدراجات النارية وصعوبة رؤيتها من قائدي السيارات.

## توقف الإشارة الضوئية
مع أن الإشارات الضوئية تنقذ 11,000 روح سنويًا، إلا أنها تسبب الكثير من الارتباك في حالة توقفها (أو إيقافها أحيانًا). في هذه الحالات فإن التقاطعات تصبح تقاطعات عادية أولوية المرور فيها للسيارات على يمينك. بعض المناطق تختلف القوانين نوعًا ما، ففي بعض الدول تُوضع لوحة أسفل كل إشارة لتوضيح القوانين في حالة إيقاف الإشارة، وفي بلدان أخرى يجب انتظار وصول رجل مرور للتحكم بالطريق (أو الانعطاف في الاتجاه المسموح الانعطاف به).
تقوم بعض الدول بإيقاف الإشارات الضوئية في أثناء الليل، فيومض الضوء البرتقالي وحده وهذا يعني الانتباه في أثناء قطع التقاطع، أما في حالة وميض الضوء الأحمر فهذا يعني ضرورة التوقف بالكامل قبل قطع التقاطع.

## التقنيات المستخدمة
في البداية استخدمت إضاءات غازية، ثم جاءت الإضاءات العادية وإضاءات الهالوجين، ولكن بسبب ضعف الإنارة وإمكانية توقف الإشارات بالكامل عن العمل تستخدم الآن مصفوفة من الصمامات الثنائية الباعثة للضوء LEDs التي تستهلك كمية أقل من الطاقة وتنتج إضاءة أعلى وتستمر لفترة أطول، كما أنه إذا تعطل أحدها فلا تتعطل الإشارة الضوئية بالكامل ويمكن تغيير ما تعطل منها لاحقًا. ولكن ضعف استهلاك الطاقة أصبح نقطة سلبية في الأماكن الباردة، فالأضواء العادية تنتج حرارة أعلى لأنها تستهلك طاقة أكثر مما يسمح لها بإذابة الجليد المتكون عليها، أما إضاءات LED فيتجمع الجليد عليها ويحجب رؤيتها 

## معرض الصور

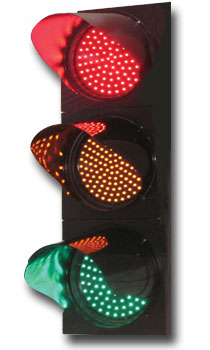
نموذج لإشارة المرور
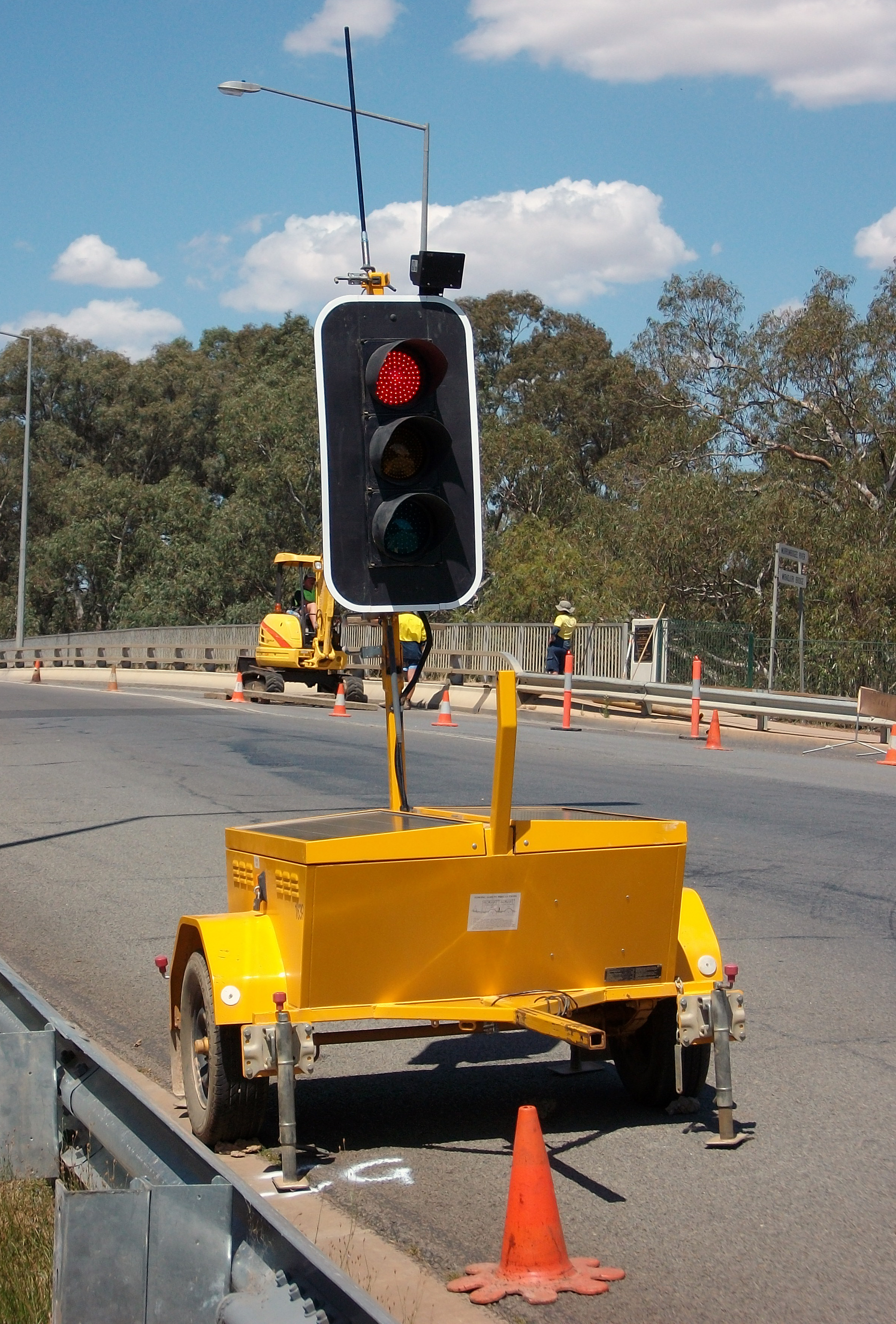
مؤقت إشارات المرور مع جهاز استشعار في أستراليا
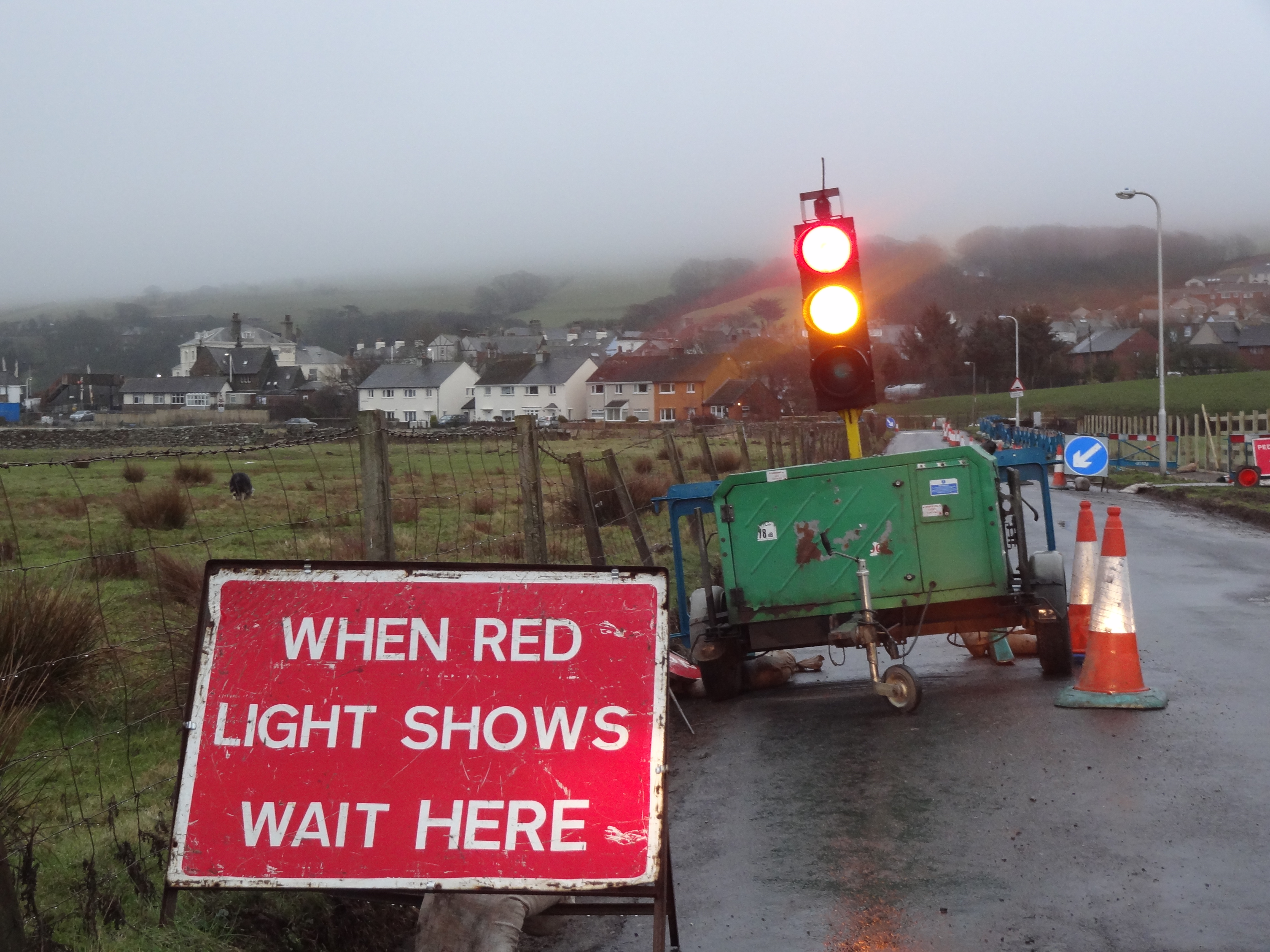
إشارة المرور المؤقتة في المملكة المتحدة
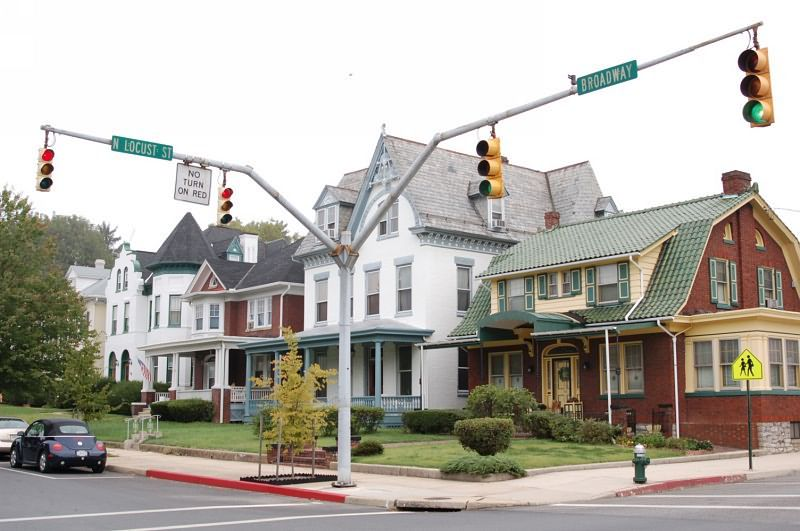
ضوء حركة المرور في هاجرستاون، ميريلاند الولايات المتحدة الأمريكية
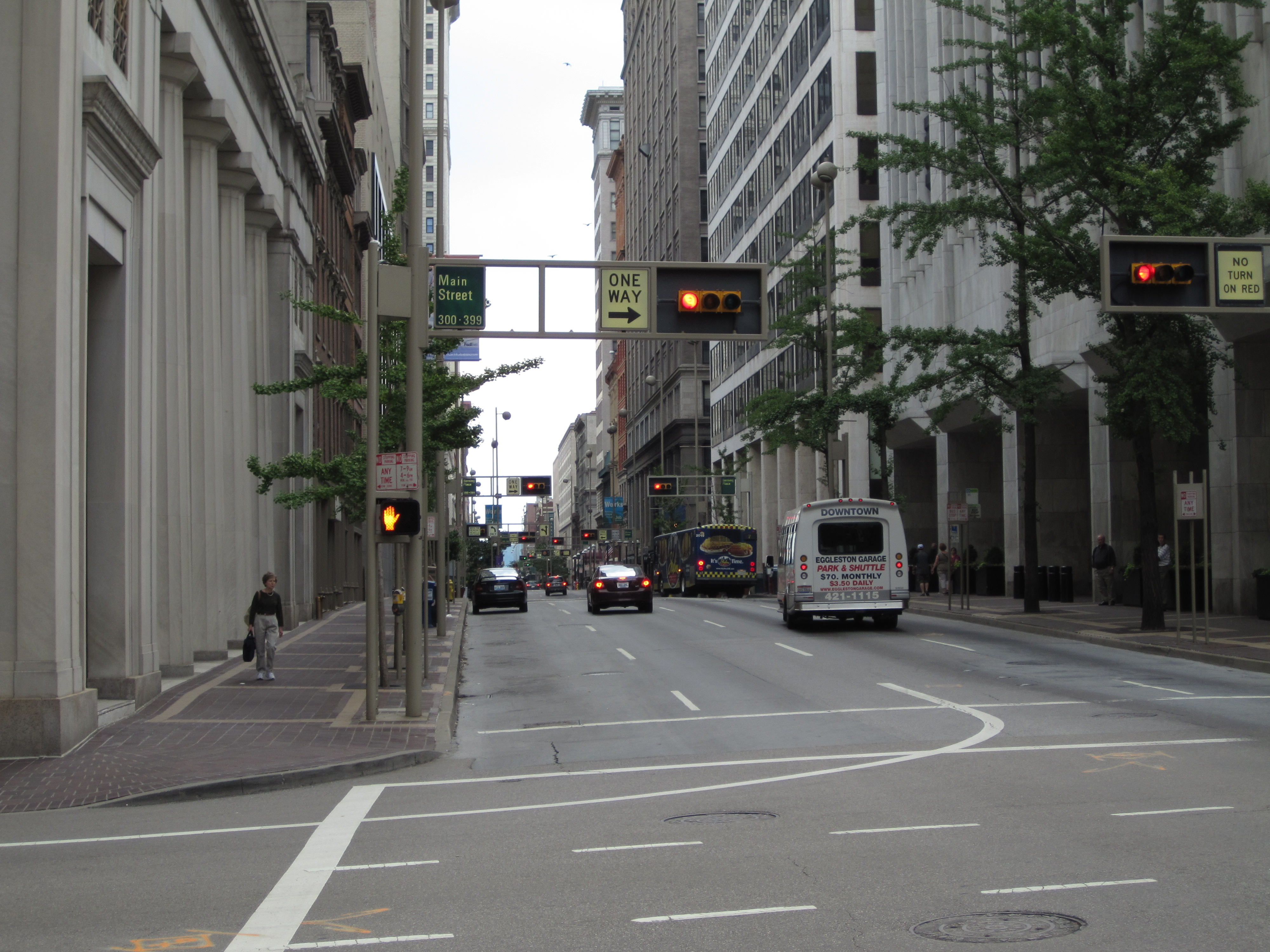
مثال على إشارات المرور في وسط المدينة سينسيناتي، أوهايو.
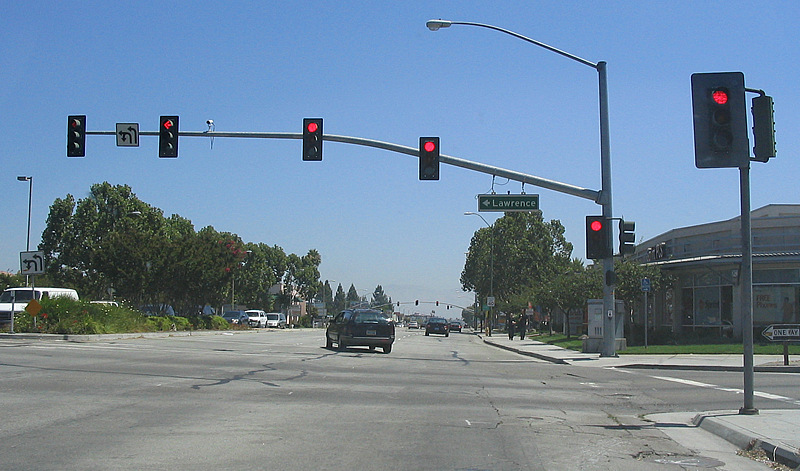
مثال نموذجي من إشارات المرور في ولاية كاليفورنيا
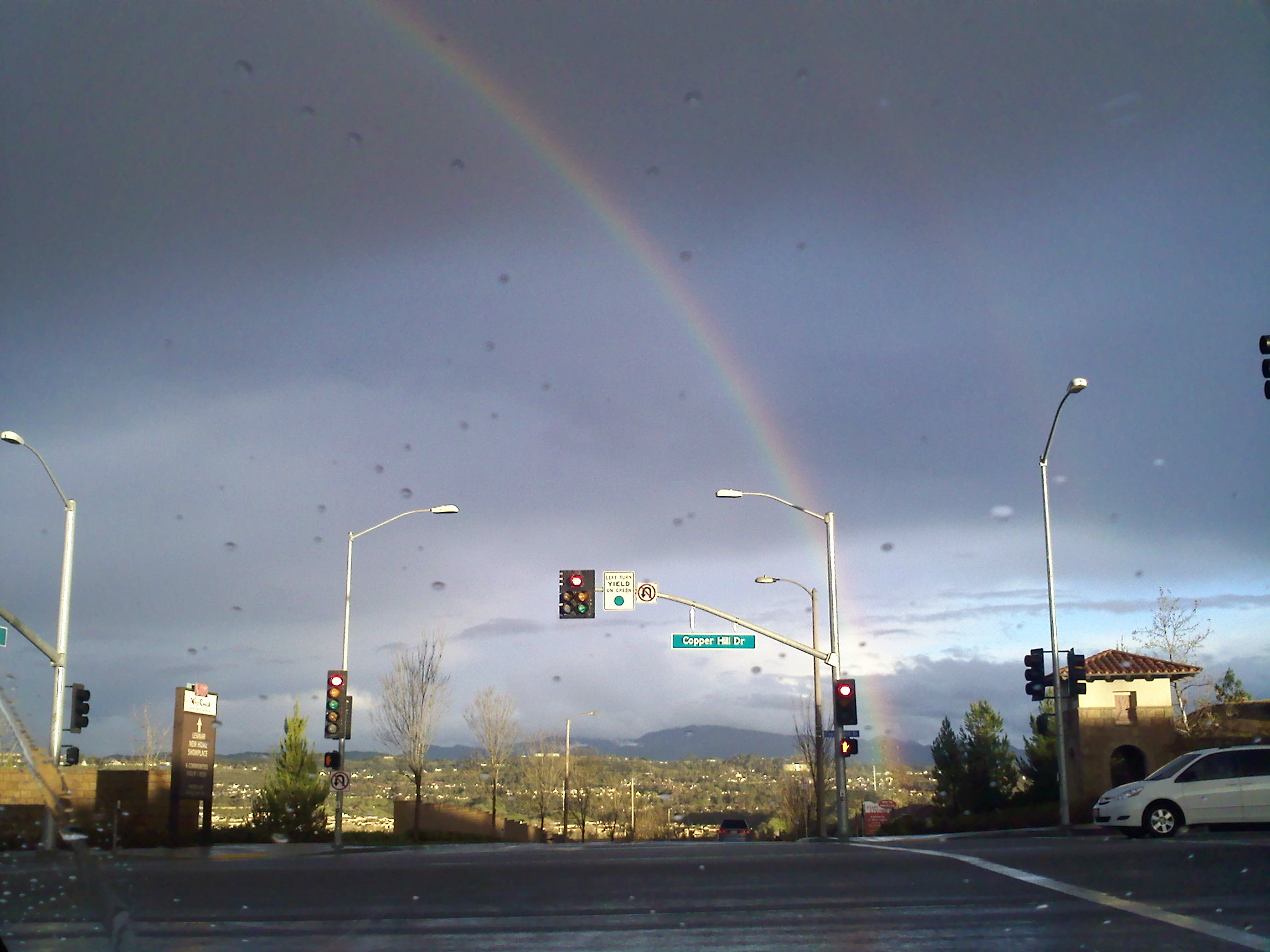
مثال من إشارات المرور في ضواحي سانتا كلاريتا، كاليفورنيا
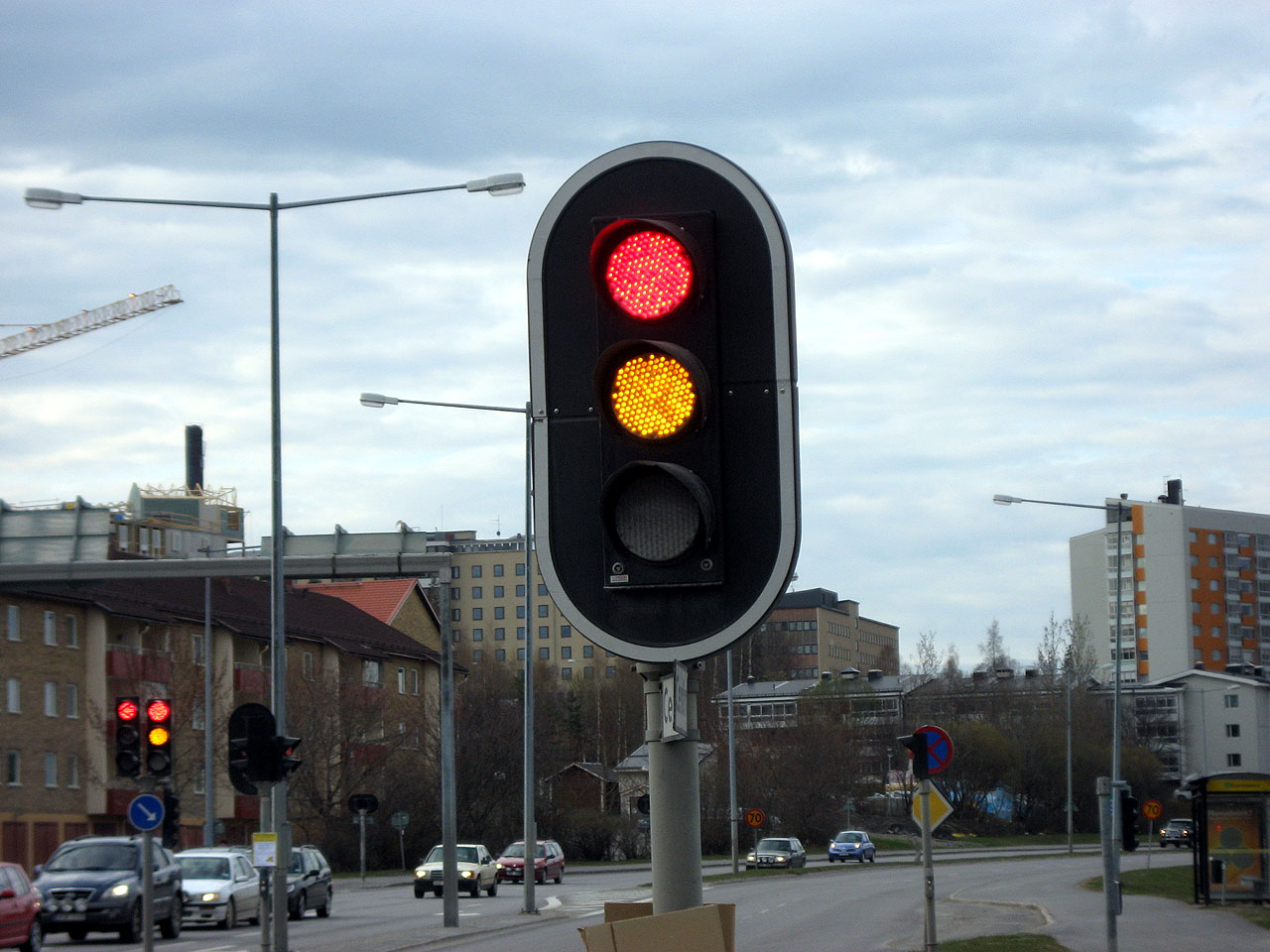
إشارات المرور الصمام في أورنشولدسفيك، السويد.
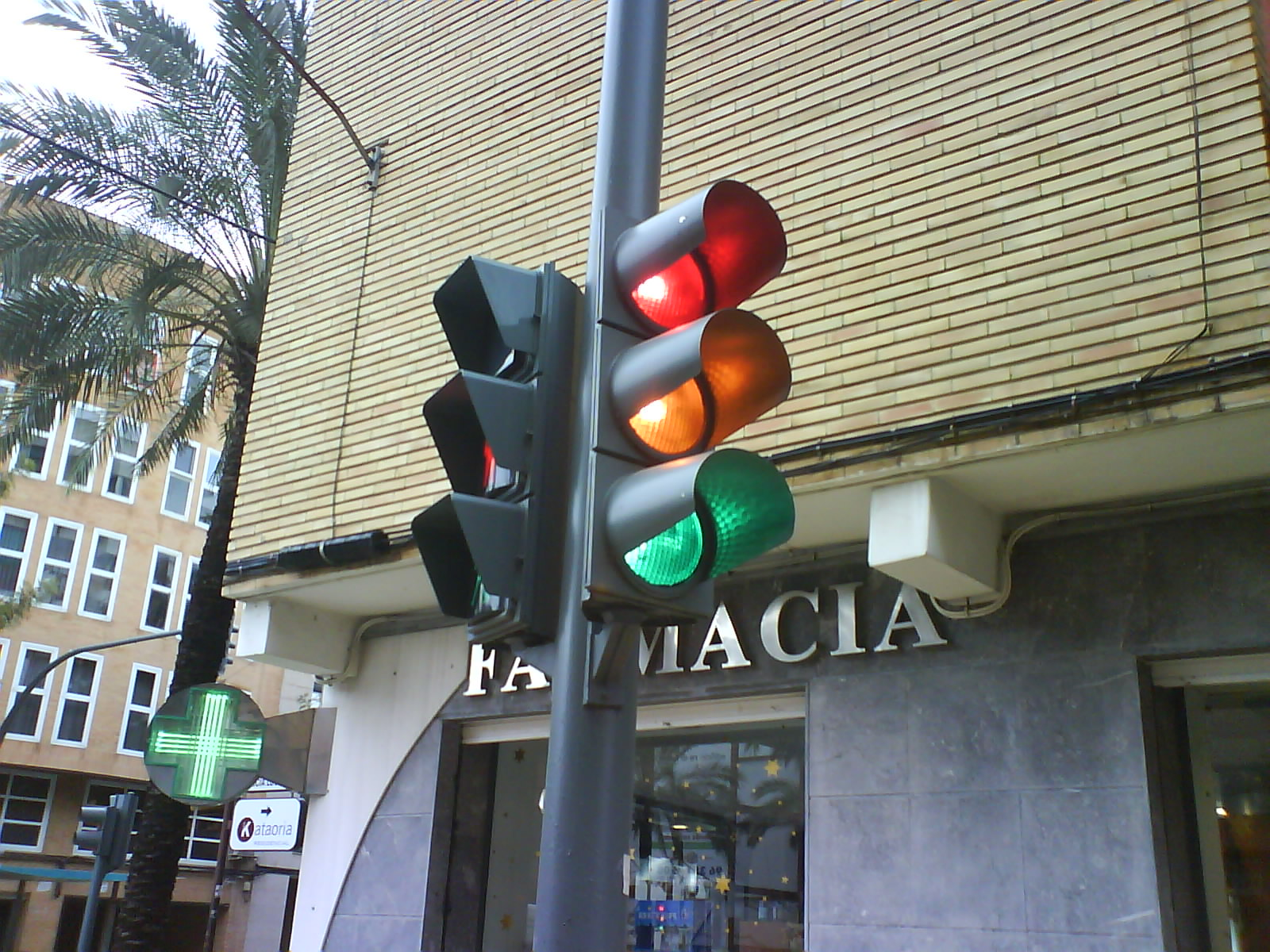
مجموعة نموذجية من إشارات المرور في إسبانيا
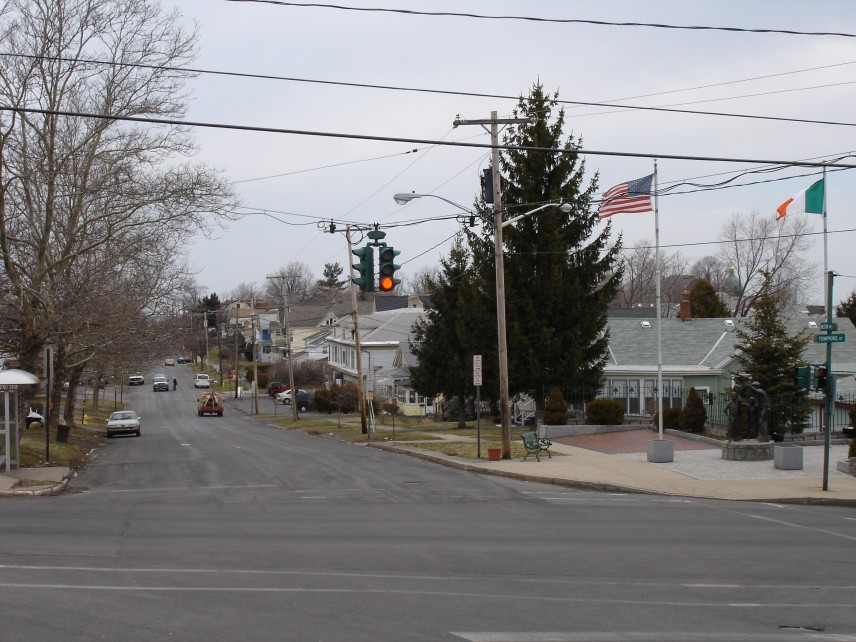
نموذج لإشارة المرور في نيويورك
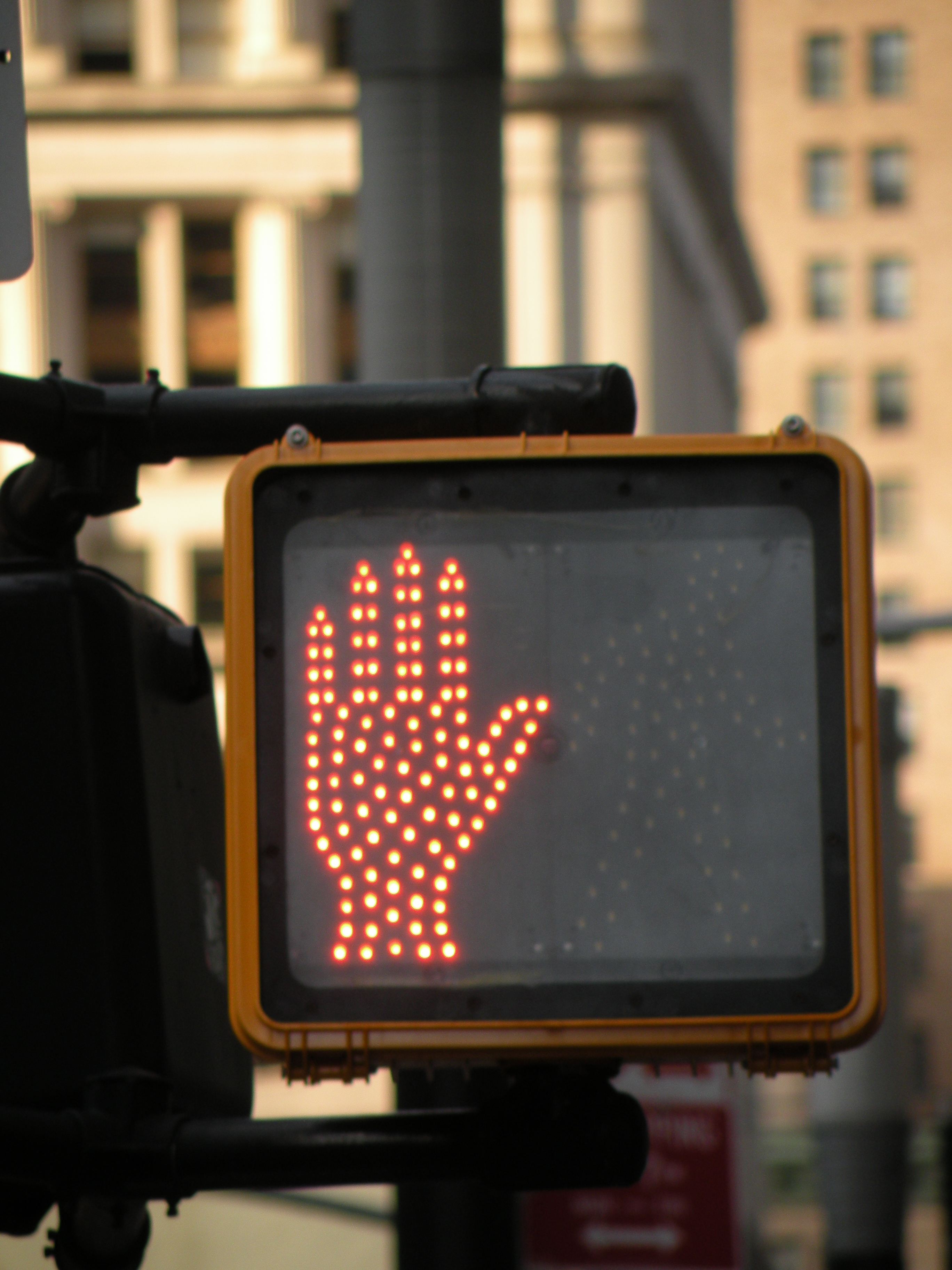
إشارة المشاة في مدينة نيويورك
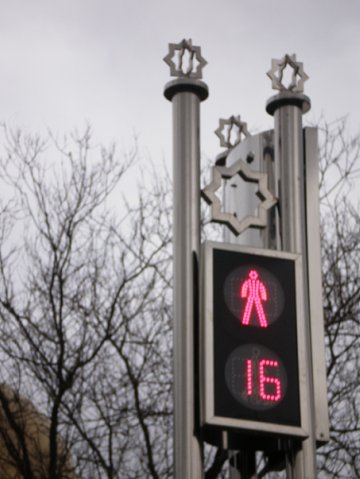
إشارة المرور في عشق آباد ، تركمانستان